# Sam Prekop
Sam Prokop (Londen, 18 oktober 1964) is een uit het Verenigd Koninkrijk afkomstige Amerikaanse rockmuzikant (zang, basgitaar, gitaar) in de band The Sea and Cake. Hij heeft ook vier soloalbums uitgebracht.

## Biografie
Prekop werd geboren in Londen, maar groeide op in Chicago. Hij studeerde aan het Kansas City Art Institute. Terug in Chicago formeerde Prekop de band Shrimp Boat, die actief was van 1988 tot 1993. Nadat Shrimp Boat in 1993 was ontbonden, vormden Sam Prekop en Eric Claridge The Sea and Cake en rekruteerden Archer Prewitt en John McEntire.
Prekop riep de hulp in van Jim O'Rourke (X-Factor) om zijn titelloze eerste soloalbum in 1999 te produceren. Bassist Josh Abrams, drummer Chad Taylor en gitarist Archer Prewitt droegen ook hun talenten bij. Het album werd beschreven als zacht en luchtig, met een vleugje Braziliaanse pop. In april van dat jaar trad Prekop op met Aerial M in Toronto. In 2005 speelden drummer Chad Taylor en cornetist Rob Mazurek (beide uit het Chicago Underground Duo), bassist Josh Abrams (Sticks & Stones) en The Sea and Cake-bandleden Archer Prewitt en John McEntire op respectievelijk gitaar en drums op Who's Your New Professor. Old Punch Card bevatte voornamelijk modulaire synthesizer. Uitgebracht in 2015, verkende The Republic de emotionele mogelijkheden van de modulaire synthesizer verder. De eerste negen nummers (allemaal genaamd The Republic) werden samengesteld als onderdeel van een kunstinstallatie van de artiest David Hartt, ook wel The Republic genoemd.

## Privéleven
Zijn vader is de fotograaf Martin Prekop. Hij heeft twee broers, de meubelontwerper Hank Prekop en de schilder Zak Prekop.

## Discografie (label Thrill Jockey)
- 1999: Sam Prekop
- 2005: Who's Your New Professor
- 2010: Old Punch Card
- 2015: The Republic
- 2020: Comma